# Aeropuerto de Rhinelander-Condado de Oneida

Diagrama del Aeropuerto

El Aeropuerto de Rhinelander-Condado de Oneida (del inglés: Rhinelander-Oneida County Airport) (IATA: RHI, OACI: KRHI) es un aeropuerto público localizado a 3 kilómetros al sudoeste de ciudad de Rhinelander en el condado de Oneida, Wisconsin, en los Estados Unidos.  El aeropuerto tiene 509 hectáreas y dos pistas de aterrizaje. Una compañía aérea sirve pasajeros al aeropuerto.

## Aerolíneas y destinos
| Compañías      | Destinos                   |
| -------------- | -------------------------- |
| Delta Airlines | Iron Mountain, Minneapolis |